# Забродівська діброва
Забродівська діброва № 1, № 2 — ботанічні пам'ятки природи місцевого значення в Україні. 
Зростають поблизу села Лішня Кременецького району Тернопільської області, у кв. 4, 9, вид. 4, 2, Білокриницького лісництва Кременецького держлісгоспу, в межах лісового урочища «Заброддя».
Площа — 9,2 і 7,3 га. Оголошена об'єктами природно-заповідного фонду рішенням виконкому Тернопільської обласної ради від 5 жовтня 1981 року № 589 та 5 серпня 1990 року № 189. Перебувають у віданні державного лісогосподарського об'єднання «Тернопільліс». 
Під охороною — дубово-соснові насадження 1-го та 2-го бонітетів віком бл. 140 років. Цінні в науковому, господарському та естетичному значеннях.